# Select (альбом)
| Оценки критиков | Оценки критиков |
| Источник        | Оценка          |
| --------------- | --------------- |
| Allmusic        | [ 1 ]           |

Select — второй студийный альбом британской певицы Ким Уайлд, выпущенный 10 мая 1982 года на лейбле RAK.

## Обзор
Первый сингл с этого альбома «Cambodia», был выпущен в ноябре 1981 года и обозначил перемену звучания в сторону электроники и синтезатора, в отличие от более гитарного дебютного альбома Kim Wilde. Авторами песен снова стали Марти и Рики Уайлд. Рики Уайлд также являлся продюсером. Автором обложки был фотограф Геред Манковиц. Select стал #1 в чартах Нидерландов и #2 в чартах Швеции.

## Критика
Select изначально был менее оценён, чем дебютный альбом. Стефан Уолдон из Juke похвалил вокал Уайлд и песни в целом, несмотря на «стилизацию под современную поп-моду». Он описывает песню «Just a Feeling» как «красивую», а «Cambodia» как «лучшую композицию альбома». Элли Макдональд из The Record описала голос Уайлд как «удивительно пустой», но похвалила авторов Марти и Рики за «прекрасное чувство драматической напряжённости мыльных опер в трёх стихах». В рецензии для The Sun, Ник Макфи называет композицию «View from a Bridge» «умной песенкой», но описал остальную часть альбома как «скучную».

## Список композиций
Авторами всех песен являются Марти Уайлд и Рики Уайлд, кроме обозначенных.
| №  | Название             | Длительность |
| -- | -------------------- | ------------ |
| 1. | «Ego»                | 4:11         |
| 2. | «Words Fell Down»    | 3:31         |
| 3. | «Action City»        | 3:25         |
| 4. | «View from a Bridge» | 3:32         |
| 5. | «Just a Feeling»     | 4:12         |

| №  | Название               | Длительность |
| -- | ---------------------- | ------------ |
| 1. | «Chaos at the Airport» | 3:20         |
| 2. | «Take Me Tonight»      | 3:56         |
| 3. | «Can You Come Over»    | 3:35         |
| 4. | «Wendy Sadd»           | 3:49         |
| 5. | «Cambodia (Reprise)»   | 7:13         |

| №  | Название                    | Автор(ы)                     | Длительность |
| -- | --------------------------- | ---------------------------- | ------------ |
| 1. | «Watching for Shapes»       |                              | 3:42         |
| 2. | «Cambodia (single version)» |                              | 3:57         |
| 3. | «Child Come Away»           |                              | 4:05         |
| 4. | «Just Another Guy»          |                              | 3:19         |
| 5. | «Bitter Is Better»          | Масами Цутия, Билл Кранчфилд | 3:43         |

## Сертификация
| Ассоциация           | Сертификация | Дата        |
| -------------------- | ------------ | ----------- |
| BPI — Великобритания | Серебро      | 18 мая 1982 |